# 작은붉은박쥐
작은붉은박쥐(Lasiurus minor)는 애기박쥐과에 속하는 박쥐의 일종이다. 바하마와 도미니카공화국, 아이티 그리고 푸에르토리코에서 발견되며, 푸에르토리코에서는 단지 6곳에서만 서식하고 있다. 허리케인과 서식지 파괴 그리고 서식지 주변의 인구 증가때문에 개체수가 감소 추세에 있으며, 작은붉은박쥐를 국제 자연 보전 연맹(IUCN)이 IUCN 적색 목록에서 개체수 감소와 좁은 지리적 분포때문에 취약근접종으로 분류하고 있다.
무리를 짓지 않고 홀로 생활하며, 식충성 동물로 앞이 트인 개활지에서 먹이를 구하며 나무 잎 속에서 휴식을 취한다. 빠른 속도로 날지만, 조종성이 높지는 않다. 세미놀박쥐와 동부붉은박쥐, 사막붉은박쥐을 작은붉은박쥐와 같은 지역에서 공생하는 종으로 추정하고 있다.

## 같이 보기
- 동부붉은박쥐
- 세미놀박쥐